# Рогаля (герб)
Рогаля (пол. Rogala) — шляхетский гласный герб в Речи Посполитой, а впоследствии и на территориях Российской и Австрийской империй.

## Описание
Щит рассечён на две половины: правая цвета серебряного, а левая красного. В первом изображается красный олений рог с пятью (иногда четырьмя) ветвями вправо, а во втором турий, серый. Те же рога и того же цвета повторяются в нашлемнике, но в обратном положении, т.е. турий - справа, а олений - слева. Иногда между ними изображается летящий вправо ворон. Герб этот выводят из Германии в XII веке, но, судя по названию, возможно признать эту эмблему славянской.

## История
Герб обязан своим происхождением польскому королю Болеславу Кривоустому, который в 1109 году, возвращаясь из военного похода в Поморье, задержался в местечке Раски для отдыха и охоты. Во время ловли зверя король подвергся нападению дикого буйвола. Находившийся неподалёку рыцарь Биберштейн схватил зверя за один рог и повалил его на землю. В награду за спасение жизни Болеслава он получил от него в свой герб к уже имеющемуся там рогу оленя — ещё и рог буйвола.

## Распространение
В Польше этот герб наиболее часто встречался в землях Калишской, Краковской, Любельской, Равской, Рузской и Серадзской. Кроме собственно Польши, был распространён на территориях нынешних Литвы, Украины и Белоруссии.

## Гербовладельцы
Герб Рогаля является фамильным не менее, чем у 150 дворянских родов. 
- Рогаля:

### А
1. Арманьские (Armański)

### Б
1. Баевские (Bajewski)
2. Бандорские (Bandorski)
3. Беляновские (Bielanowski)
4. Бендорские (Bendorski)
5. Беницкие (Bienicki)
6. Бех (Bech)
7. Беховские (Bechowski)
8. Бецке (Becke)
9. Бзовские (Bzowski)
10. Биберштейн (Б.-Блонские, Б.-Бойшовские, Б.-Завадзкие, Б.-Лиховские, Б.-Рогаля, Б.-Староверские) Biberstein, B.-Blonski, B.-Boischowsky, B.-Zawadzky, B.-Lichowsky, B.-Rogala, B.-Starowiesky, Biberszteyn, Bibersztein)
11. Болько (Bolko)
12. Большевские (Bolszewski)
13. Бржезанские (Brzezanski)
14. Бжежанський (Brzeżański)
15. Бутковские (Butkowski)
16. Богдан (Bogdan)

### В
1. Василовские (Wasilowski)
2. Венгржиновские (Wegrzynowski)
3. Вендриховские (Wedrychowski)
4. Венцкие (Wencki)
5. Вессель (Wessel)
6. Весельские (Veselski)
7. Витунские (Witunski)
8. Вонгровские (Wagrowski)
9. Вонгродские (Wagrodzki)
10. Выбицкие (Wybicki)
11. Выдражевские (Wydrazewski)
12. Высоцкие (Wysocki)

### Г
1. Гарбашевские (Harbaszewski)
2. Гинтовты (Gintowt)
3. Гироши (Hirosz)
4. Гноенские (Gnojenski)
5. Гржембские (Grzebski)
6. Грюненберг (Grunenberg)
7. Гурские (Gorski)

### Д
1. Дзятковские (Dziatkowski)
2. Дучиминские (Duczyminski)

### Е
1. Езерские (Езерские Левальд, Езерские Левальт) (Jezierski, Jezierski Lehwald, Jezierski Lewalt)

### Ж
1. Жарновские (Жарновские де Биберштейн) (Zarnowski, Zarnowski de Biberstein)
2. Жерницкие (Zernicki)

### З
1. Заборовские (Zaborowski)
2. Завадские (Zawadzki)
3. Загоржицкие (Zagorzycki)
4. Загорские (Zagorski)
5. Зембоцкие (Zembocki)
6. Зерницкие (Zernicki)

### И
1. Ивановские (Iwanowski)

### К
1. Казневские (Kazniewski)
2. Калуские (Kaluski)
3. Каменские (Kamienski)
4. Карневские (Karniewski)
5. Качоровские (Kaczorowski)
6. Келпинские (Kielpinski)
7. Кицинские (Kicinski)
8. Кобржинские (Kobrzynski)
9. Кобринские (Kobrynski)
10. Колитовские (Kolitowski)
11. Количковские (Koliczkowski)
12. Колчинские (Kolczynski)
13. Косенские (Kosienski)
14. Коссинские (Kosinski)
15. Косткевичи (Kostkiewicz)
16. Костровицкие (Kostrowicki)
17. Косцинские (Koscinski)
18. Коценские (Kocienski)
19. Кочоровские (Koczorowski)
20. графы Красинцкие (Krasincki)
21. графы и дворяне Красицкие (v. Krasicki)
22. Красовские (Красновские, Крассовские) (Krasowski, Krasnowski, Krassowski)
23. Крушевские (Kruszewski)
24. Кулчинские (Kulczynski)
25. Куммерн (Kummern)
26. Кунштеттер (Kunstetter)
27. Куржонтковские (Kurzatkowski)

### Л
1. Лапановские (Lapanowski)
2. Лаские (Laski)
3. Левалт Езерские (Lewalt Iezierski)
4. графы и дворяне Левицкие (Lewicki)
5. Лега (Loga)# Левоневичи (Lewoniewicz)
6. графы Левицкие-Рогали (Lewicki-Rogala)
7. Лека (Loka)
8. Ленчевские (Lenczewski)
9. Лерк (Lork)
10. Липские (Lipski)
11. Лиссоницкие (Lissonicki)
12. Лиховские (Lichowski)
13. Лосицкие (Losicki)
14. Лоские (Loska, Loski)
15. Люка (Luka)
16. Ляпановские (Lapanowski)
17. Лятычинские (Latyczynski)

### М
1. Мандивель (Mandywel)
2. Мантейфель-Кельпинские (Manteufel-Kielpinski)
3. Марушевские (Maruszewski)
4. Маршевские (Marszewski)
5. Махнацкие (Machnacki)
6. Махцинские (Machcinski)
7. Мацевичи (Macewicz)
8. Милашевичи (Miłaszewicz)
9. Мирославские (Miroslawski)
10. Модржевские (Modrzewski)
11. Мыленоские (Mylenoski)
12. Маржецкие (Marzecki)

### Н
1. Наконечные (Nakonieczny)
2. Нивицкие (Niwicki)
3. Ничгурские (Niczgorski)
4. Новицкие (Nowicki)

### О
1. Одрживольские (Odrzywolski)
2. Орехва (Orechwa)
3. Оржеховские (Orzechowski)
4. Орчинские (Orczynski)
5. Осиковские (Osikowski)
6. Оскольские (Oskolski)
7. Островские (Ostrowski)

### П
1. Парушевские (Paruszewski)
2. Пикульские (Pikulski)
3. Пилько (Pilko)
4. Пильховские (Pilchowski)
5. Пневские (Pniewski)
6. Повальские (Powalski)
7. Поканевичи (Pokanewicz)
8. Попеловские (Popielowski)
9. Поплавские (Poplawski)
10. Порушевские (Poruszewski)
11. Потрыковские (Potrykowski)
12. Пржецишевские (Przeciszewski, Przeciwszewski)
13. Пуникевские (Punikiewski)

### Р
1. Радзеевские (Radziejowski)
2. Радзиковские (Radzikowski)
3. Райковские (Raykowski)
4. Рашинские (Raszynski)
5. Рембевские (Rembiewski)
6. Ренчайские (Reczayski, Reczajski)
7. Ренчинские (Reczynski, Reczynski)
8. Рогали (Rogala)
9. Рогалинские (Rogalinski)
10. Рогальские (Rogalski)
11. Рогинские (Roginski)
12. Рокицкие (Rokicki)
13. Розвадовские (Rozwadowski)
14. Рожицкие (Rozycki)
15. Рудгерж (Rudgierz)
16. Руновские (Runowski)
17. Рынские (Rynski)

### C
1. Санхоцино (Sanchocino)
2. Сварацкие (Swaracki)
3. Сверские (Swierski)
4. Серочинские (Seroczyński)
5. Серпинские (Sierpinski)
6. Сецинские (Siecinski)
7. Скалка (Skalka)
8. Скальские (Skalski)
9. Скомовские (Skomowski)
10. Скромовские (Skromowski)
11. Скульские (Skulski)
12. Славковские (Slawkowski)
13. Слодзей (Slodzej)
14. Слонковские (Slakowski)
15. Собещанские (Sobiescianski, Sobieszczanski)

### Т
1. Тарговские (Targowski)
2. Таткевичи (Tatkiewicz)
3. Тхоржевские (Tchorzewski)
4. Титтмансдорф (Tittmansdorf)
5. Трембинские (Trembinski)
6. Трошинские (Troszynski)
7. Тржилятковские (Trzylatkowski)
8. Турские (Turski)
9. Трушинские (Truszynski)
10. Тырау (Tyrau)

### У
1. Увилинские (Uwilinski)

### Ф
1. Фильчи (Filcz)

### Х
1. Харитоненко-Евменовы
2. Харманские (Charmanski)
3. Ходицкие (Hodicki)
4. Хондзынские (Chadzynski)
5. Хржановские (Chrzanowski)
6. Хыновские (Chynowski)

### Ц
1. Целеменцкие (Cielemecki)
2. Целеские (Cieleski)

### Ч
1. Чамбор (Czambor)
2. Чекановские (Czekanowski)

### Щ
1. Щигельские (Szczygielski)

### Э
1. Эйтмины (Eytmin)

### Ю
1. Ютовские (Jutowski)
2. Ютровские (Jutrowski)

### Я
1. Яржецкие (Jarzecki)

- Рогаля изм.

1. Красицкие (Krasicki)
2. Повсинские (Powsinski)

- Рогаля II

1. Завацкие (Zawacki)